# Arteria facial transversa
La arteria facial transversa o arteria transversal de la cara es una arteria que se origina como rama colateral de la arteria temporal superficial.

## Ramas
- Rama superficial para los músculos masetero y buccinador que se anastomosa con ramas de la arteria facial y la infraorbitaria.[1]
- Rama profunda, que perfora el masetero cerca de su borde posterior.[1]

## Distribución
Se distribuye hacia la glándula parótida, el músculo masetero y la piel de la cara.